# Niederschönhausen
Niederschönhausen, Berlin-Niederschönhausen – dzielnica (Ortsteil) Berlina w okręgu administracyjnym Pankow. Od 1 października 1920 w granicach miasta.
W dzielnicy znajduje się pałac Schönhausen.